# ¿Te conté?
¿Te conté? es una telenovela chilena dirigida por Óscar Rodríguez, producida y exhibida por Canal 13 en 1990. Es una adaptación de la original de la telenovela brasileña homónima de Cassiano Gabus Mendes. 
Protagonizada por Bastián Bodenhöfer, Carolina Arregui y Claudia Di Girolamo. Acompañados por Maricarmen Arrigorriaga, Fernando Kliche, Marcela Medel, Jaime Vadell, Gloria Münchmeyer, Walter Kliche, Nelly Meruane, Mauricio Pešutić, Alfredo Castro, Luz Croxatto, Amparo Noguera, entre otros. Cuenta con las actuaciones de las actrices Malú Gatica y María Cánepa.

## Argumento
Leo (Bastián Bodenhöfer), un ciego pensionista con discapacidad, es el que se encarga de enlazar este mundo con el de las familias más adineradas. El amor de Leo es disputado por Gianna (Carolina Arregui), la hija de la dueña de la pensión, y por Sabrina (Claudia Di Girolamo), una muchacha perteneciente a la clase alta. 
Leo es ciego por un accidente sufrido a los quince años de edad, su personalidad no corresponde de ningún modo a la que generalmente se expone en las telenovelas sobre personas con impedimentos físicos. Por el contrario, Leo es bastante optimista y alegre y cuenta con dos enamoradas: Sabrina es una joven simpática y de buena familia, pero es cleptómana. Ella roba objetos insignificantes, con el propósito de llamar la atención de quienes la rodean. Gianna, por su parte, es una muchacha de clase media, buena moza, pero que tiene un muy mal genio.
Esta teleserie muestra otras tramas relacionadas con amores maduros que son protagonizados por Rodrigo (Jaime Vadell), Lucía (Maricarmen Arrigorriaga) y Ana María (Ana María Martínez).
Elena (Gloria Münchmeyer) es dueña de una exclusiva boutique y tiene una hija llamada Mónica (Luz Croxatto). Tras una complicada relación entre madre e hija, se esconde un gran secreto.
La pensión Forza Italia, una casa situada en El Llano, es atendida por sus dueños, quienes son Pola (Gabriela Hernández) y Dionisio (Tennyson Ferrada), encargados de poner la cuota de humor a la historia.

## Reparto
- Bastián Bodenhöfer como Leopoldo Castillo[2]
- Carolina Arregui como Gianna García[2]
- Claudia Di Girolamo como Sabrina Bueno[2]
- Maricarmen Arrigorriaga como Lucía Reyes[2]
- Fernando Kliche como Walter Bueno[2]
- Marcela Medel como Rita Carreño[2]
- Jaime Vadell como Rodrigo Montes[2]
- Gloria Münchmeyer como Elena Valdivieso[2]
- Walter Kliche como Federico Bueno[2]
- Nelly Meruane como Hilda Bizcardi[2]
- Malú Gatica como Ester Concha[2]
- María Cánepa como Magdalena Pereira[2]
- Jorge Yáñez como Ptolomeo[2]
- Gabriela Hernández como Pola Veroli[2]
- Tennyson Ferrada como Dionisio García[2]
- Ana María Martínez como Ana María Ibáñez[2]
- Mauricio Pešutić como Jorge Ibáñez[2]
- Samuel Villarroel como Eduardo[2]
- Roberto Poblete como Pedro Carreño[2]
- Luz Croxatto como Mónica Johnson[2]
- Alfredo Castro como Froilán Méndez[2]
- Amparo Noguera como Antonieta[2]
- Sebastián Dahm como Alex Bueno[2]
- Paula Sharim como Alicia[2]
- Cora Díaz como Carmela[2]
- Fernando Castillo como José Montes[2]
- Tatiana Molina como Laura[2]
- Roxana Pardo como Florinda[2]
- Alejandra Fosalba como Mariel[3]
- Rodolfo Martínez como Raimundo
- Carla Santibáñez como Angélica
- Alejandro Morales como Fernando
- Mario Vergara como Mario
- Olga Jiménez como Esposa de Mario
- Juan Carlos Valdés

## Versiones
Del argumento original se han realizado para la televisión las siguientes versiones:
En Brasil:
- Te contei? producida por Rede Globo en 1978. Protagonizada por los actores Luis Gustavo, Wanda Stefânia y Maria Cláudia.

En México:
- Ni contigo... ni sin ti producida por Televisa en el año 2011. Protagonizada por Eduardo Santamarina, Alessandra Rosaldo, Erick Elias y Laura Carmine.